# Piero Fassino

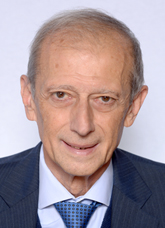
Piero Fassino (2022)

Piero Franco Fassino (* 7. Oktober 1949 in Avigliana, Provinz Turin) ist ein italienischer Politiker der Partito Democratico (PD). Er war von 1994 bis 2011 und ist erneut seit 2018 Mitglied der italienischen Abgeordnetenkammer. Von 2001 bis 2007 führte er die Partei Democratici di Sinistra (DS; Linksdemokraten). Von Mai 2011 bis Juni 2016 war er Bürgermeister von Turin.

## Politische Karriere
Piero Fassino stammt aus einer traditionell sozialistischen Familie: Sein Großvater Cesare Grisa war einer der Gründer des Partito Socialista Italiano, sein Vater Eugenio Fassino war ein Partisanenführer der Brigate Garibaldi der antifaschistischen Resistenza. Als Jugendlicher spielte er Fußball bei Juventus Turin. Er studierte politische Wissenschaften an der Universität Turin. 1968 trat er der Federazione giovanile comunista, Jugendorganisation der Kommunistischen Partei Italiens (PCI) bei und wurde drei Jahre später deren Vorsitzender in Turin.
1975 wurde er in das Stadtparlament von Turin gewählt, dem er für zehn Jahre angehörte. Von 1985 bis 1990 war im Rat (consiglio) der Provinz Turin. Darüber hinaus war Fassino von 1983 bis 1987 Vorsitzender der regionalen Organisation der PCI in Turin. 1987 wurde er in die nationale Parteiführung der PCI gewählt, erst als Koordinator des Sekretariats, dann als Verantwortlicher für die Parteiorganisation.

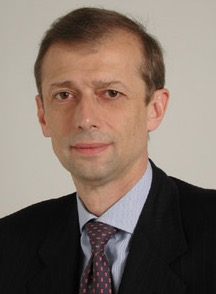
Fassino im Jahr 2001

Nach dem Fall des Eisernen Vorhangs 1989/90 wandelte sich die PCI 1991 in die Partito Democratico della Sinistra (PDS; Demokratische Linkspartei) und im Februar 1998 in die Democratici di Sinistra (DS; Linksdemokraten) um. Von 1991 bis 1996 war Piero Fassino Parteisekretär für internationale Fragen, verantwortlich für den Beitritt der PDS zur Sozialistischen Internationale. Bei der Parlamentswahl 1994 wurde er zum ersten Mal in die italienische Abgeordnetenkammer gewählt. Nach seiner Wiederwahl 1996 vertrat er den Wahlkreis von Venaria Reale bei Turin. Er wurde Staatssekretär im Außenministerium mit Zuständigkeit für EG-Politik im Kabinett Prodi I. Von Oktober 1998 bis April 2000 war er Minister für Außenhandel im Kabinett seines Parteikollegen Massimo D’Alema. Ab dem 25. April 2000 war er in der Regierung von Giuliano Amato Justizminister. Dieses Amt bekleidete er bis zum 11. Juni 2001.
Bei den italienischen Parlamentswahlen 2001 war er hinter Francesco Rutelli, dem Spitzenkandidaten des Mitte-links-Bündnisses L’Ulivo, Kandidat seiner Partei für das Amt des Vizepremiers. Nach der Wahlniederlage (ein Mitte-rechts-Bündnis unter Silvio Berlusconi gewann die Wahl) wurde er am 16. November 2001 zum Parteisekretär der DS gewählt; im Februar 2005 wurde er in diesem Amt bestätigt. Er trieb die Fusion der DS mit weiteren Mitte-links-Parteien zur Partito Democratico (PD) voran, die 2007 erfolgte. Fassino gehörte zum Gründungskomitee der PD. Innerhalb der Partei ist Fassino neben Dario Franceschini und Debora Serracchiani einer der führenden Vertreter der zur politischen Mitte tendierenden Gruppierung Area Democratica (AreaDem). Bei der offenen Wahl des Parteivorsitzenden im Oktober 2009 unterstützte er Franceschini, der jedoch Pier Luigi Bersani vom linken Flügel unterlag.
Von 2006 bis 2011 war Fassino italienischer Delegierter in der Parlamentarischen Versammlung der NATO, der Parlamentarischen Versammlung des Europarates und der Westeuropäischen Union. Der Hohe Vertreter für die Gemeinsame Außen- und Sicherheitspolitik der EU, Javier Solana, ernannte Fassino am 6. November 2007 zum Sondergesandten der Europäischen Union für Myanmar.
Am 16. Mai 2011 wurde er als Kandidat des Mitte-links-Lagers mit 56,7 % der Stimmen im ersten Wahlgang zum Bürgermeister der Stadt Turin gewählt. Von 2013 bis 2016 war er zudem Vorsitzender der nationalen Vereinigung italienischer Kommunen ANCI. Nach der Verwaltungsreform 2015, durch die die Provinz Turin in eine Metropolitanstadt umgewandelt wurde, war Fassino automatisch auch deren Bürgermeister. Er kandidierte 2016 für eine Wiederwahl, verlor aber in der Stichwahl mit 45,4 % gegen Chiara Appendino, die Kandidatin der Fünf-Sterne-Bewegung.
Bei der Parlamentswahl 2018 errang er wieder ein Mandat in der italienischen Abgeordnetenkammer. Er ist seither stellvertretender Vorsitzender des Ausschusses für auswärtige und EU-Angelegenheiten.

## Privatleben
Piero Fassino war in erster Ehe mit der La Stampa-Journalistin Marina Cassi verheiratet. Seine zweite Gattin Anna Maria Serafini (* 1953) heiratete er 1993. Sie ist ebenfalls Politikerin und gehörte – für dieselben Parteien wie Fassino – 1987 bis 2001 der Abgeordnetenkammer und 2006 bis 2013 dem Senat an. Fassino ist von großer und auffällig magerer Statur: Bei einer Größe von 1,92 Meter wiegt er nur 66 Kilogramm. Als Grund gibt er an, dass er unter Stress das Essen schlicht vergesse.